# Дутка Микола
Микола Дутка (псевдо.:Чорний, Осип, Соловій; 24 жовтня 1913, с. Цвітова, тепер Калуський район, Івано-Франківська область — 19 жовтня 1944, с. Лопушанка, тепер Турківський район, Львівська область) — український військовик, сотник УПА, перший лицар Срібного хреста бойової заслуги УПА 2 класу.

## Життєпис
Микола Дутка народився в багатодітній родині Григорія і Софії з дому Куйбіда у с. Цвітова, тепер Калуський район, Івано-Франківська область. Навчився рахувати, читати і писати ще в дошкільному віці. Після закінчення на відмінно сільської початкової школи і калуської гімназії, в 1930-1934 роках навчався у львівській торговельній школі. Був очільником п'ятірки ОУН на своєму курсі під псевдо Чорний, а з 1933 року — виховним референтом ОУН школи. 
По закінченні торговельної школи у 1934 році повертається у Калуш і входить до повітового проводу ОУН, зв'язковим пунктом був його власний магазин. 7.11.1936 одружився з донькою іншого члена проводу ОУН — Марією Супрун, але через два роки овдовів. Як активний учасник ОУН був ув'язнений у станіславській тюрмі, утік у вересні 1939 року при розпаді Польщі. Наприкінці 1939 року під загрозою арешту НКВС вимушений втікати за кордон. У Кракові та Варшаві проходив вишкіл ОУН і отримав нове псевдо — Осип, повернувся в Калуш влітку 1941 року. Навесні 1942 року відряджений ОУН у Перемишль. Працював бухгалтером у дирекції «Маслосоюзу» в Перемишлі у 1943–1944 роках. Від 1943 року Микола Дутка референт СБ Перемиської области. З боївок СБ у серпні 1944 року організував і очолив сотню УПА й отримав нове псевдо — Соловей. У серпні–вересні 1944 року — командир сотні у ВО «Сян». 
Микола Дутка, як командир сотні, брав участь у Карпатському рейді у складі куреня «Лемківщина» у вересні 1944 року. В жовтні 1944 року сотня Миколи Дутки в складі Перемиського куреня брала участь у зворотному рейді зі Станіславівщини на Перемищину.
19 жовтня 1944 року, під час зворотного Карпатського рейду, Микола Дутка загинув біля с. Лопушанка, тепер Турківський район, Львівська область, під час сутички з прикордонними військами, прикриваючи відхід сотні. Похований у братській могилі разом з п'ятьма повстанцями. На могилі встановлений березовий хрест з написом: «Слава Україні! Героям слава! Тут похоронений прах героїв — сотенного Солов'я й інших повстанців, які полягли за Україну. Жовтень 1995 р. Жителі села Лопушанка.»

## Нагороди
Наказом Головного Військового Штабу / Головної Команди УПА ч. 1/45 від 25.04.1945 року Микола Дутка нагороджений посмертно Срібним хрестом бойової заслуги УПА 2 класу.